# Melkbosstrand
Melkbosstrand est un village et une station balnéaire rattaché à la métropole du Cap en Afrique du Sud. Melkbosstrand est situé sur la côte atlantique à 35 km au nord de la ville du Cap.

## Étymologie
Le nom Melkbosstrand signifie littéralement plage du buisson à lait en afrikaans en référence au Sideroxylon inerme, un genre d'arbre côtier de la famille des Sapotaceae, endémique à l'Afrique méridionale. À l'origine, le lieu était connu sous le nom de Losperd's Bay ce qui, en vieux néerlandais, signifie baie des chevaux perdus.

## Géographie
Le village et ses 7 km de plage s'étendent sur la côte atlantique à l'ouest de la montagne de Blouberg. Melkbosstrand est la banlieue la plus au nord de la métropole du Cap au sein de laquelle elle fut incorporée en 2000. Les localités voisines les plus proches sont Bloubergstrand au sud et Atlantis au nord-est.
Melkbosstrand est protégé de l'étalement urbain en raison de sa situation dans une zone environnementale de conservation de la nature.

## Quartiers
Melkbosstrand comprend 5 quartiers : Duynefontein, Kleine Zout Rivier AH, Koeberg, Melkbosstrand SP et Van Riebeeckstad.

## Démographie
Selon le recensement de 2011, Melkbosstrand compte 11 586 résidents, majoritairement issus de la communauté blanche (80,51 %). Les coloureds, majoritaires dans la province du Cap-Occidental, représentent 10,05 % des habitants tandis que les noirs, population majoritaire en Afrique du Sud, ne représentent que 7,78 % des résidents.
Kleine Zout Rivier AH est le seul quartier où les coloureds sont majoritaires (56,54 %) tandis que les blancs représentent 90,92 % des résidents du quartier côtier de Van Riebeeckstad et 78,65% des habitants du centre-ville.
La langue maternelle dominante au sein de la population est l'afrikaans (51,46 %) devant l'anglais sud-africain (43,37 %).

## Historique
De nombreuses épaves, dont certaines remontent aux explorateurs portugais de la Renaissance, sont éparpillés le long de la côte de Melkbosstrand.
De 1781 à 1783, un corps expéditionnaire français sous pavillon de Pierre André de Suffren ancre ses navires à Melkbosstrand.
En 1806, la bataille de Blaauwberg se situe en grande partie à Melkbosstrand et se solde par la victoire du Général David Baird et du corps expéditionnaire anglais sur les forces armées de la compagnie des Indes néerlandaises commandées par le Général Janssens, marquant ainsi le début de la seconde occupation britannique de la colonie du Cap.
La région reste longtemps rurale et un village ne commence à se développer qu'en 1924. 
En 1961, Melkbosstrand devient le point de passage de câbles sous-marins intercontinentaux reliant l'Afrique du Sud et Sesimbra au Portugal. C'est devenu le lieu de passage de la ligne South Africa - Far East et du câble sous-marin de télécommunications en fibres optiques South Africa Transit 3/West Africa Submarine Cable .
Durant les années 1970, le gouvernement entreprend de développer les infrastructures de Melkbosstrand et fait édifier à 6 km au nord la centrale nucléaire de Koeberg ce qui nécessite alors la construction de logements, de cottages et une urbanisation de bonne qualité pour les employés de la centrale.
En 1996, elle intègre la municipalité de Blaauwberg puis celle de la métropole du Cap en 2000.

## Économie, culture, sport et tourisme
L'économie de la région de Melkbosstrand repose beaucoup sur le tourisme. Melkbosstrand se situe dans la très touristique « West Coast Région » où commence officiellement la route pittoresque N7 menant en Namibie et surnommé « Cape to Namibia ». Melkbosstrand est également un spot de surf (celui de Big Bay se trouve à cinq kilomètres) et un endroit apprécié pour les campagnes publicitaires.
Sa baie et ses eaux chaudes sont un lieu de prédilection pour l'observation des baleines dans la baie de la Table. C'est aussi une porte d'accès au Namaqualand.
La région dispose également de vieux bâtiments historiques, de parcours de golf ou encore de fermes d'autruches. C'est aussi le lieu de résidence ou de villégiature de nombreuses personnalités sud-africaines du monde des arts, de la culture ou du sport tels le romancier Deon Meyer ou le philosophe Philippe-Joseph Salazar.

## Circonscriptions électorales
Melkbosstrand se situe dans le 1er arrondissement du Cap et dans la circonscription municipale 23 (Melkbosstrand - Table View - Cape Farms - District B à l'est de West Coast Road et ouest de la R304 et au nord de Sunningdale/Parklands- Big Bay - Blaauwbergstrand - Blouberg). Son conseiller municipal est Nora Grose (DA).